# Rothium ashlocki
Rothium ashlocki is een keversoort uit de familie van de kortschildkevers (Staphylinidae). De wetenschappelijke naam van de soort is voor het eerst geldig gepubliceerd in 1996 door Ahn & Ashe.